# 庚二酰氯
庚二酰氯是一种有机氯化合物，化学式为C7H10Cl2O2。它可由庚二酸和草酰氯反应制得。它和重氮甲烷反应，可以得到1,9-二重氮基-2,8-壬二酮；它和苯在氯化铝催化下反应，可以得到1,7-二苯基-1,7-庚二酮。